# 柯克蘭 (北卡羅萊納州)
柯克蘭（英語：Kirkland）是位於美國北卡羅萊納州新漢諾威縣的普查規定居民點。

## 人口
根據2020年美國人口普查的數據，柯克蘭的面積為21.80平方千米，當中陸地面積為21.70平方千米，而水域面積為0.10平方千米。當地共有人口4397人，而人口密度為每平方千米201.7人。